# Bachelors of Medicine and Surgery
Pour les articles homonymes, voir Bachelor.
Les Bachelor of Medicine et Bachelor of Surgery désignent deux diplômes universitaires décernés après cinq à six années d'études de médecine ou de chirurgie dans les universités britanniques et dans certains pays de traditions britanniques tels que l'Australie ou la Nouvelle-Zélande. Ces bachelors sont théoriquement deux diplômes à part entière mais en pratique, on les considère souvent comme un seul. Au Royaume-Uni, ce sont les diplômes équivalents du Doctor of Medicine.
Le nom latin de ces deux diplômes est Medicinæ Baccalaureus, Chirurgiæ Baccalaureus abrégé respectivement en MB ChB et MB BChir. Les noms anglais Bachelor of Medicine et Bachelor of Surgery sont, quant à eux abrégés, en BM et BS. Cependant, les abréviations latines et anglaises sont parfois mélangées et dans certains cas, on peut également trouver BM BCh ou MB BS.
Les étudiants ayant obtenu ces diplômes ont le droit de porter le titre de docteur et peuvent devenir membres d’institutions professionnelles telles que le Royal College of Physicians après avoir passé plusieurs examens de second cycle et sont autorisés à proposer leur recherche pour le titre de Doctor of Medicine.

## Aux États-Unis et au Canada
Aux États-Unis, le diplôme de Doctor of Medicine (abrégé en MD) est l’équivalent du BM BS britannique et est le principal diplôme décerné par les universités dans les études médicales. Le MD américain étant un diplôme d’aptitude à la profession, il n’est pas, à proprement parler, considéré comme un diplôme universitaire au Royaume-Uni ainsi que dans certains autres pays tels que l’Australie.

## Royaume-Uni
L'abréviation utilisée diffère suivant les universités britanniques. On trouve l'abréviation MB ChB dans les universités d'Aberdeen, de Birmingham, de Bristol, de Dundee, d'Édimbourg, de Glasgow, de Leicester, de Liverpool, de Keele, de Manchester, de Sheffield et de Warwick. On trouve par contre MBBS à l'université d'East Anglia, à la Hull York Medical School, à l'université de Londres et de Newcastle. Dans les universités de Cardiff et du pays de Galles, on utilise par contre BM BCh. L'université de Nottingham, la Peninsula Medical School et la Brighton Sussex Medical School utilisent BM BS. L'université de Southampton remet des BM et l'université de Cambridge des MB BChir. Queen's University, tout comme les autres facultés de médecine d'Irlande décerne des diplômes de MB BCh BAO (BAO désignant le Bachelor of the Art of Obstetrics). L'université de St Andrews décernait auparavant des MB ChB qui ont été remplacés par des BSc or BSc(Hons) précliniques.
Dans le système universitaire britannique, un MD correspond à un Higher Doctorate — qui est au-dessus du PhD réservé  aux contributeurs exceptionnels dans le domaine de la médecine.

## En Nouvelle-Zélande et en Australie
La plupart des écoles de médecine australiennes désignent le Bachelor of Medicine and Surgery par MBBS. Cependant, les deux écoles de médecine néo-zélandaises de l'université d'Auckland et de l'université d'Otago utilisent MB ChB. Les diplômes néo-zélandais et de l'université de Nouvelle-Galles-du-Sud durent de 5 à 6 ans suivant une entrée en premier (undergraduate) ou deuxième (graduate) cycle. Quelques écoles de médecine australiennes décernent des MBBS en environ quatre ans.

## Classification
Il n’est pas simple de dire si le MB BS est un diplôme de premier ou de deuxième cycle (undergraduate ou graduate). Il peut être considéré comme un diplôme de premier cycle qui se passe en cinq à six ans après une année de pratique en tant Pre-registration house officer (PRHO) ou alors comme un diplôme de deuxième cycle, enrôlé dans le "Graduate Entry Programme" après avoir obtenu un autre degré de premier cycle, qui dure 4 ans, suivi d'une année de pratique en tant que Pre-registration house officer (PRHO). Ce diplôme diffère des autres diplômes de premier cycle dans le sens qu'il est une qualification professionnelle qui donne droit à son porteur à une position garantie. Ce n'est pas le cas des autres diplômes de premier cycle, et par ce fait le MB ChB possède à la fois un aspect de diplôme de premier et second cycle universitaire et un aspect de première expérience professionnelle en médecine. C'est un diplôme qui appartient à la catégorie des "general/ordinary degree" (et pas des "honours degree" - diplôme d'honneur), et pour cette raison, son détenteur n'est pas récompensé des mentions "1st class", "2:1", "2:2", etc., comme c'est le cas pour les diplômes relevant des "honours degrees".